# Ulsoor Lake
Der Ulsoor Lake oder Halasuru Lake, entsprechend dem Stadtteil Halasuru,  ist ein künstlich angelegtes Gewässer im Zentrum der Stadt Bengaluru mit mehreren Inseln.
Der See wird von drei größeren mit Abwasser belasteten Gewässern gespeist und hat deshalb selbst eine extrem schlechte Wasserqualität, obwohl Maßnahmen zur Verbesserung der Qualität ergriffen wurden. Nur wenige Fischarten überleben im See, der eine hohe Konzentration an Blaualgen aufweist.

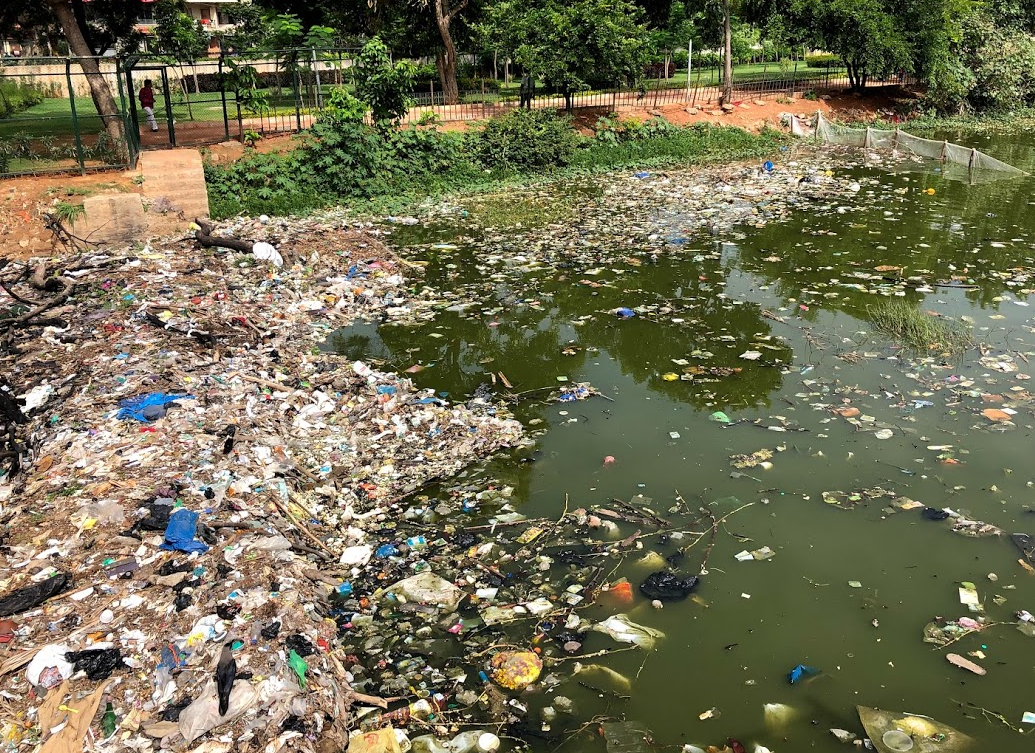
Verschmutzung im See